# 26 червня
26 червня — 177-й день року (178-й у високосні роки) в григоріанському календарі. До кінця року залишається 188 днів.

## Свята і пам'ятні дні

### Міжнародні
- ООН: Міжнародний день у підтримку жертв катувань
- ООН: Міжнародний день боротьби зі зловживанням наркотиками й їхнім незаконним обігом

### Національні
- Мадагаскар: Національне свято Республіки Мадагаскар. День проголошення Незалежності (1960)
- Кримські татари: День кримськотатарського прапора (крим. Qırımtatar bayrağı künü).[1]
- Румунія: День національного прапора Румунії (рум. Ziua drapelului național al României).

### Релігійні

#### Християнство
Католицька церква:
- День Святого Сиґізмунда Ґораздовського.

 Православна церква:
- Преподобного Давида Солунського.
- Преподобного Іоана, єпископа Готського.
- Святителя Діонісія, архієпископа Суздальського.

### Іменини
✙ Православні: Давид, Іван
✝  Католицькі: Діана, Пелагій Кордовський

## Події
- 1886 — французький хімік Анрі Муассан уперше отримав чистий фтор
- 1906 — стартували перші в історії автомобільні перегони Гран-Прі Франції
- 1919 — вийшов перший номер газети «Нью-Йорк Дейлі Ньюз»
- 1925 — прем'єра в Голлівуді фільму Чарлі Чапліна «Золота лихоманка»
- 1940 — Радянський уряд передав румунському посланцю в Москві заяву з вимогою передачі Бессарабії Радянському Союзу. Цей ультиматум Румунське королівство прийняло 28 червня
- 1940 — у Радянському Союзі введено восьмигодинний робочий день, семиденний робочий тиждень і кримінальна відповідальність за спізнення на роботу
- 1945 — на конференції в Сан-Франциско представники 50 держав підписали Статут Організації Об'єднаних Націй
- 1960 — проголошено незалежність Мадагаскару
- 2006 — у Кельні відбувся матч 1/8 фіналу Чемпіонату світу з футболу Україна — Швейцарія в якому в серії післяматчевих пенальті з рахунком 3:0 перемогла збірна України
- 2012 — Чорногорія офіційно розпочала перемовини про вступ до Європейського Союзу

## Народились
Дивись також Категорія:Народились 26 червня
- 1694 — Георг Брандт, шведський хімік, відкрив хімічний елемент кобальт.
- 1810 — Василь Тарновський (старший), український етнограф, історик права, громадський діяч
- 1824 — Вільям Томсон, британський фізик і інженер
- 1866 — Джордж Карнарвон, британський єгиптолог
- 1869 — Мартін Андерсен-Нексе, данський письменник-комуніст.
- 1892 — Перл Бак, американська письменниця, Нобелівський і Пулітцерівський лауреат
- 1898 — Вільгельм Мессершмітт, німецький авіаконструктор
- 1903 — Сент-Луїс Джиммі Оден (справжнє ім'я Джеймс Берк Оден), американський блюзовий співак і автор пісень (пом. 1977)
- 1918 — Василь Бережний, український письменник і журналіст
- 1927 — Нінель Гаркуша, український художник декоративного мистецтва
- 1933 — Клаудіо Аббадо, італійський диригент
- 1961 — Ману Чао, французький музикант іспанського походження
- 1993 — Аріана Ґранде, американська співачка
- 1987 — Василь Васильців, український музикант
- 2005 — Алексія Нідерландська, дочка короля Нідерландів Віллема-Олександра

## Померли
Дивись також Категорія:Померли 26 червня
- 822 — Сайтьо, визначний японський монах, засновник буддистської школи Тендай-сю в Японії.
- 1810 — Жозеф Мішель Монгольфьє, француз, старший з двох братів Монгольф'є, «монгольф'єрів»; 1783 року брати Монгольф'є піднялися в повітря на повітряній кулі, наповненій гарячим повітрям.
- 1861 — Павел Йозеф Шафарик, словацький та чеський поет, історик, філолог. Засновник наукової славістики.
- 1919 — Олександр (Олелько) Островський, український актор, режисер, письменник, драматург, очолював Золотоніський курінь та підрозділ Армії УНР, жертва червоного терору
- 1939 — Форд Медокс Форд, англійський романіст, поет, критик; зіграв важливу роль у розвитку англійської літератури початку XX століття.
- 1941 — Микола Конрад, Северіян Барник і Володимир Прийма, новомученики УГКЦ, закатовані енкаведистами.
- 1941 — Казіс Бізаускас, міністр освіти та дипломат Литовської республіки, підписант акта про незалежність Литви від 16 лютого 1918 року.
- 1941 — Андрій Іщак, професор, священник і блаженний УГКЦ, закатований більшовиками.
- 1943 — Карл Ландштайнер, австрійський імунолог; першим відкрив існування сумісності різних типів крові за групами, резус-фактор крові.
- 1975 — Хосемарія Ескріва де Балаґер, іспанський священик, засновник католицької організації Opus Dei.
- 1986 — Вадим Сідур, художник, скульптор-авангардист, поет і прозаїк. Один із класиків скульптури ХХ сторіччя.
- 2024 — Стефан Романів громадський та політичний діяч української діаспори.